# UQ HOLDER!

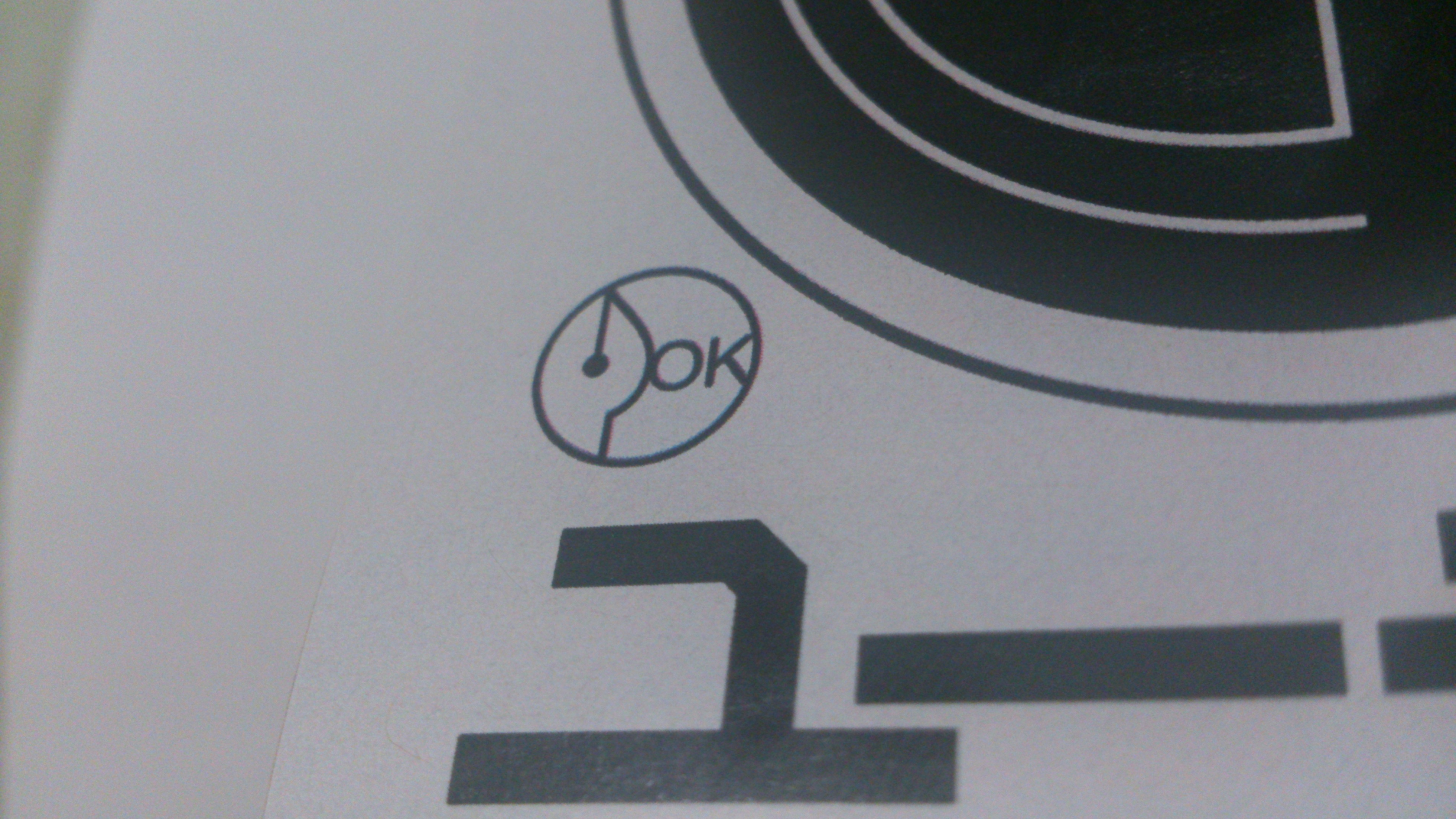
타이틀 로고 오른쪽 아래에 배치된 동인 마크. 이 작품에서 처음으로 도입되었다

《UQ HOLDER! ~마법선생 네기마! 2~》(ユーキュー ホルダー! 〜魔法先生ネギま!2〜)는 아카마츠 켄의 만화 작품. 《주간 소년 매거진》 2013년 39호부터 2016년 30호까지 《UQ HOLDER!》의 타이틀로 연재, 《별책 소년 매거진》 2016년 11월호부터 2022년 3월호까지 연재되었다.
전작 《마법선생 네기마!》의 미래 세계를 무대로 하고 있으며. 불로불사의 힘을 가진 소년 코노에 토타를 중심으로 이야기가 진행되고 있다.
이 작품에서는 아카마츠 본인이 고안한 동인 마크가 사용된 첫 사례로 이 작품을 모티브로 한 동인지등 2차 창작물을 제작할 시 동인지 즉매회에서 유/무상을 불문하고 전부 허가되어 있으며 또한 이 작품은 아카마츠의 작품 중 처음으로 디지털 작화로 제작된 작품이기도 하다